# Lónyelvű csodabogyó
A lónyelvű csodabogyó (Ruscus hypoglossum) az egyszikűek (Liliopsida) osztályának spárgavirágúak (Asparagales) rendjébe, ezen belül a spárgafélék (Asparagaceae) családjába tartozó, dél-európai elterjedésű, Magyarországon védett növényfaj. Egyéb elnevezései: csapfű, diadalmasfű, földi borostyánfű, lónyelvű fű, nyakcsapja és nyelves fű.

## Előfordulása
Szubmediterrán elterjedésű növény; Olaszországban, a Balkán-félszigeten (beleértve Törökország európai részét), valamint a Krímen honos. Északon Ausztriáig és Dél-Szlovákiáig hatol. Magyarországon elsősorban a Dél-Dunántúlról ismert (Mecsek, Zselic, Zalai-dombság), de néhány állománya megtalálható a Keszthelyi-fennsíkban és a Bakonyban is.

## Megjelenése
A lónyelvű csodabogyó 20–30 (ritkán 50) cm magas, örökzöld, évelő növény. Általában egyesével vagy kisebb csoportban jelenik meg, de nem sereges. Fakó barnássárgás gyöktörzsén évente nőnek újabb, 1 cm-nél kisebb, gömbölyded hajtásalapok, így a rizóma összességében gyöngyfüzérre emlékeztet. Szára kevéssé elágazó, zöld színű, elfásodó. Egy példányon általában három szár van, amelyek egy-egy év különbséggel hajtottak ki, majd háromévesen elhalnak. Levelei csökevényesek, helyette szárága fejlődik levélszerű, széles, lapos képletté, ún. fillokládiummá. Ezek tojásdadok vagy tojásdad-lándzsásak, 5–12 cm hosszúak és 1,2–4 cm szélesek, bőrszerűek, nem szúrós hegyben végződő lemezük széle ép. A fillokládiumok a növény tövénél átellenesen, a csúcs felé váltakozóan állnak a száron. Apró, barna, pikkelyszerű valódi levelei a levélágak tövén hajtanak ki.
Március-áprilisban nyílik. Az 5-6 tagból álló, tömzsi fürtvirágzat a fillokládiumok közepén nő ki a középérből egy széles murvalevél tövében. Az apró (3–4 mm-es) virágok hat zöldesfehér lepellevele (szirma) két háromtagú körre különül; a külső kör szirmai hosszabbak és szélesebbek. Külön termős és porzós virágai vannak. Az utóbbiban a három porzó korsó alakú, lila képletté nő össze. A termősben a termő három tagból összenövő gömbölyded képlet igen rövid bibeszállal és vastag bibével.
Termése kb. 1 cm átmérőjű, nyéltelen, húsos, élénkpiros bogyó, benne 1-2 maggal. Egy virágzatban általában csak egy virág termékenyül meg és fejleszt termést.

## Életmódja
Meleg bükkösök, gyertyános-tölgyesek, cseres-tölgyesek, szurdokerdők növénye. Az üde (vagy csak időszakosan kiszáradó), laza, tápanyagokban és bázisokban gazdag, semleges-közepesen savanyú, humuszos talajokat részesíti előnyben.
Március-áprilisban virágzik. Beporzását rovarok végzik. A termés tél végére érik be, sokáig a növényen marad. A magvakat főleg madarak terjesztik a bogyó elfogyasztásával. Magyarországon ritkán érlel termést, inkább vegetatívan, gyöktörzsről szaporodik.

## Felhasználása
A virágkötészetben dekorációként használják örökzöld, piros bogyós hajtásait (bár kisebb mértékben, mint a szúrós csodabogyót. Kertekben, parkokban dísznövényként, talajtakaróként ültetik. Gyöktörzse érösszehúzó hatású ruszkogenineket tartalmaz, de gyógyászati felhasználása nem olyan mértékű, mint a hasonló hatóanyagtartalmú szúrós csodabogyóé.

## Természetvédelmi helyzete
A lónyelvű csodabogyót stabil populációi miatt a Természetvédelmi Világszövetség Vörös listája nem fenyegetettként tartja számon. Állományait a fakitermelés, a tájidegen fajok (akác) terjedése és a vadak legelése károsítja. Magyarországon 1982 óta védett, természetvédelmi értéke 50 000 Ft.  

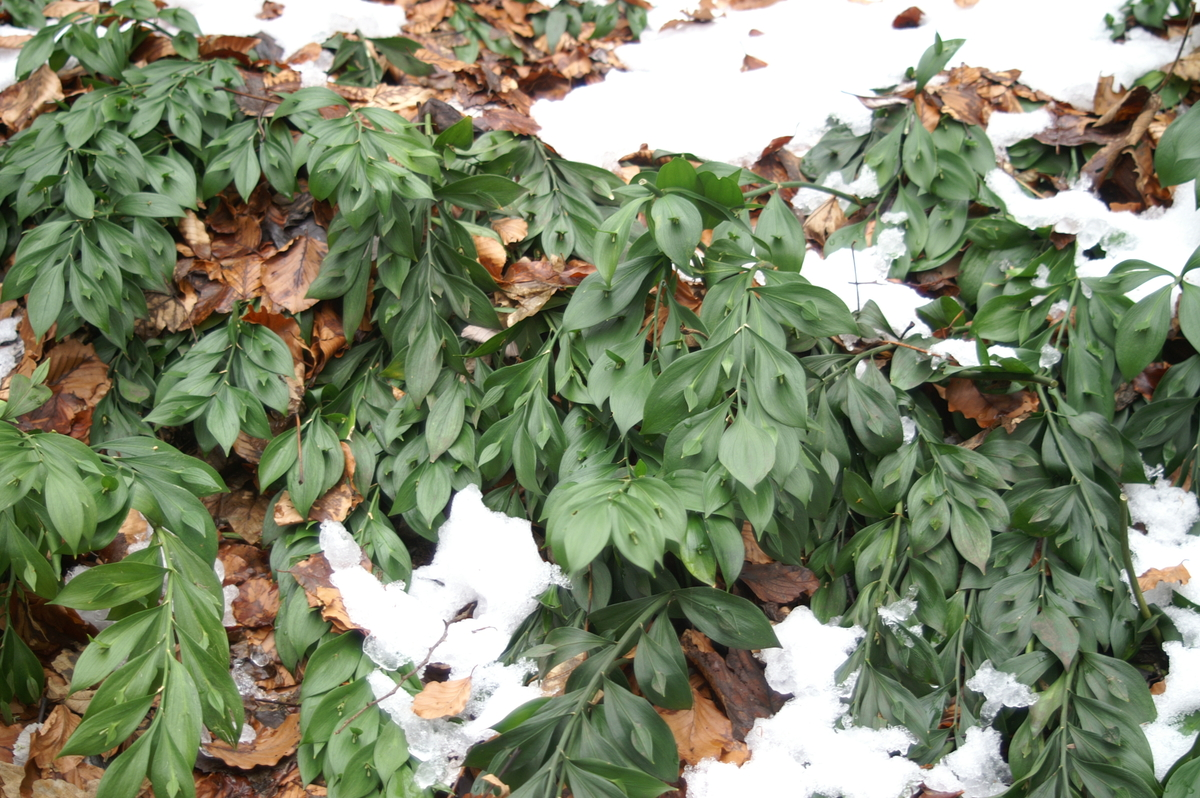
Habitusa
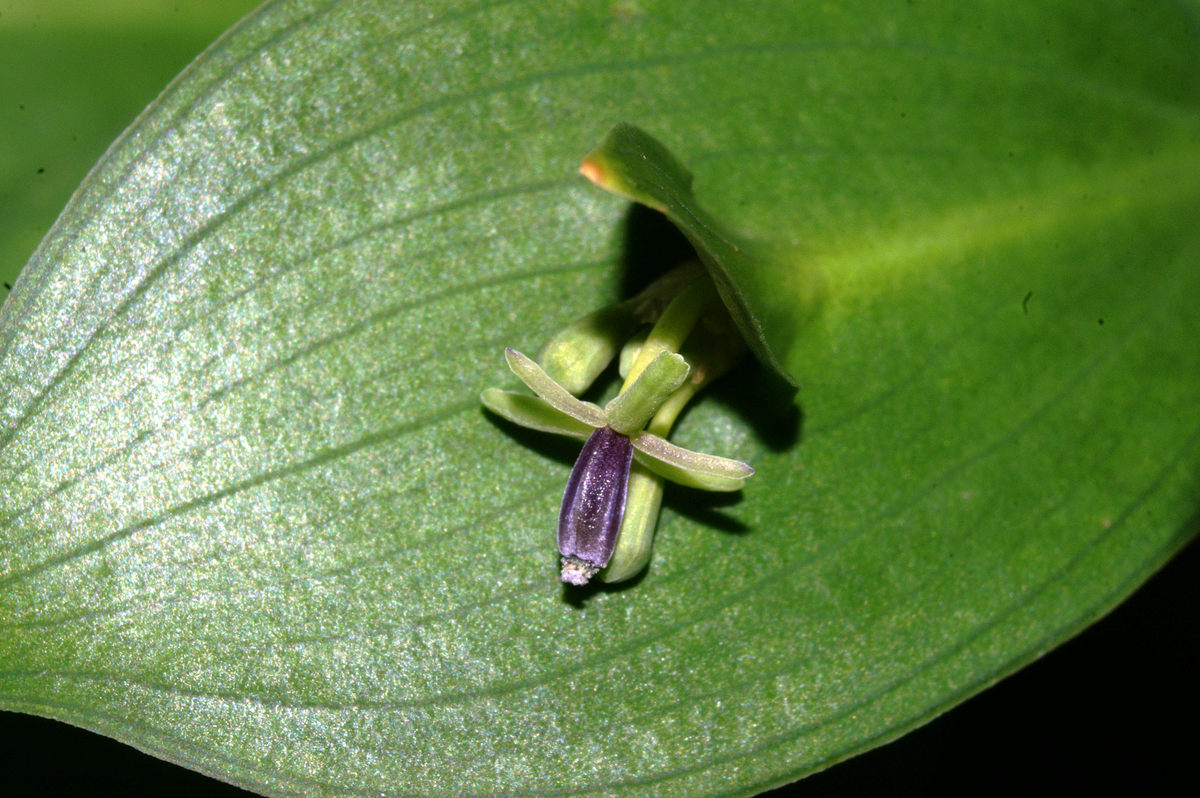
Virága
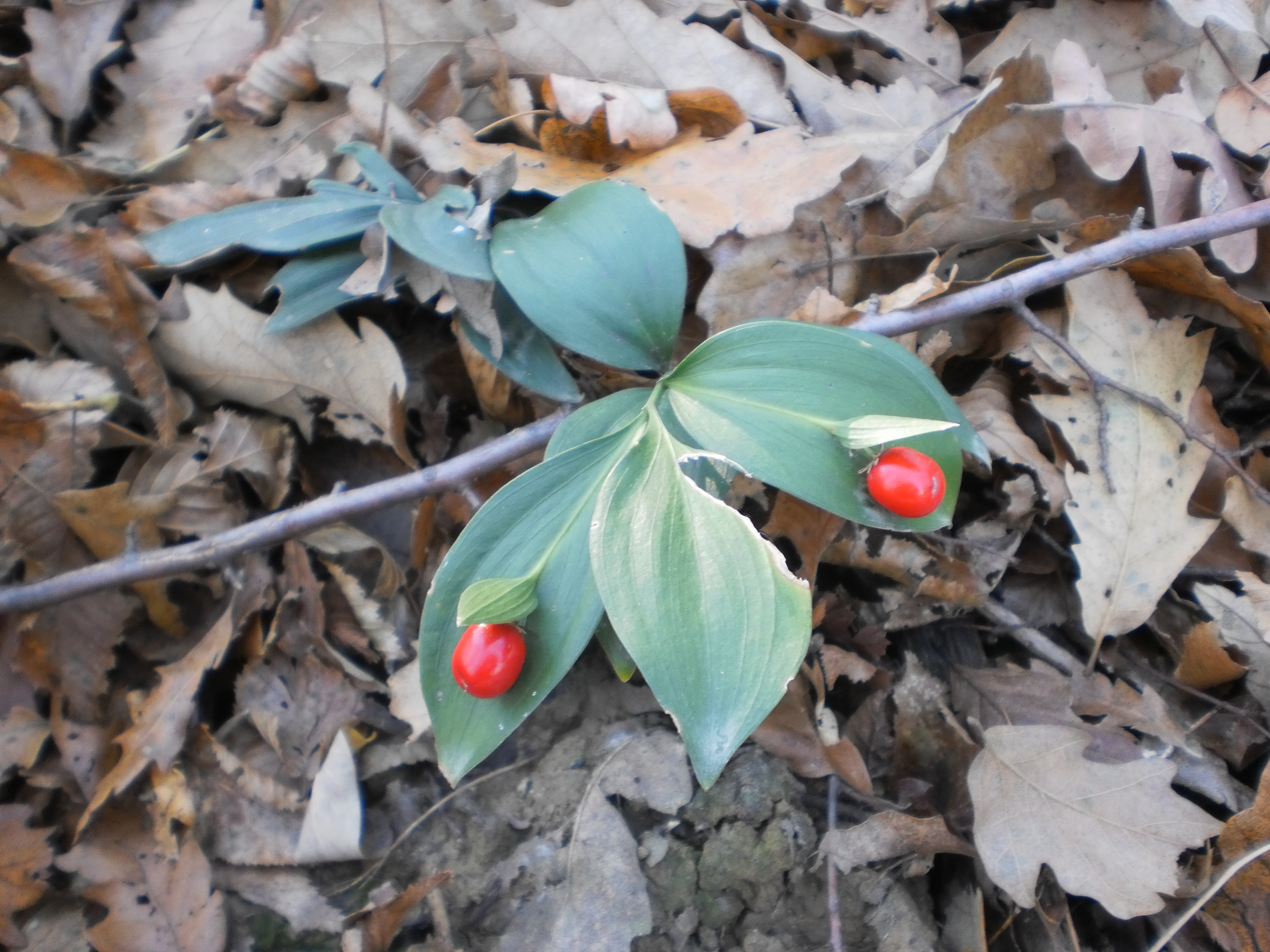
Termése
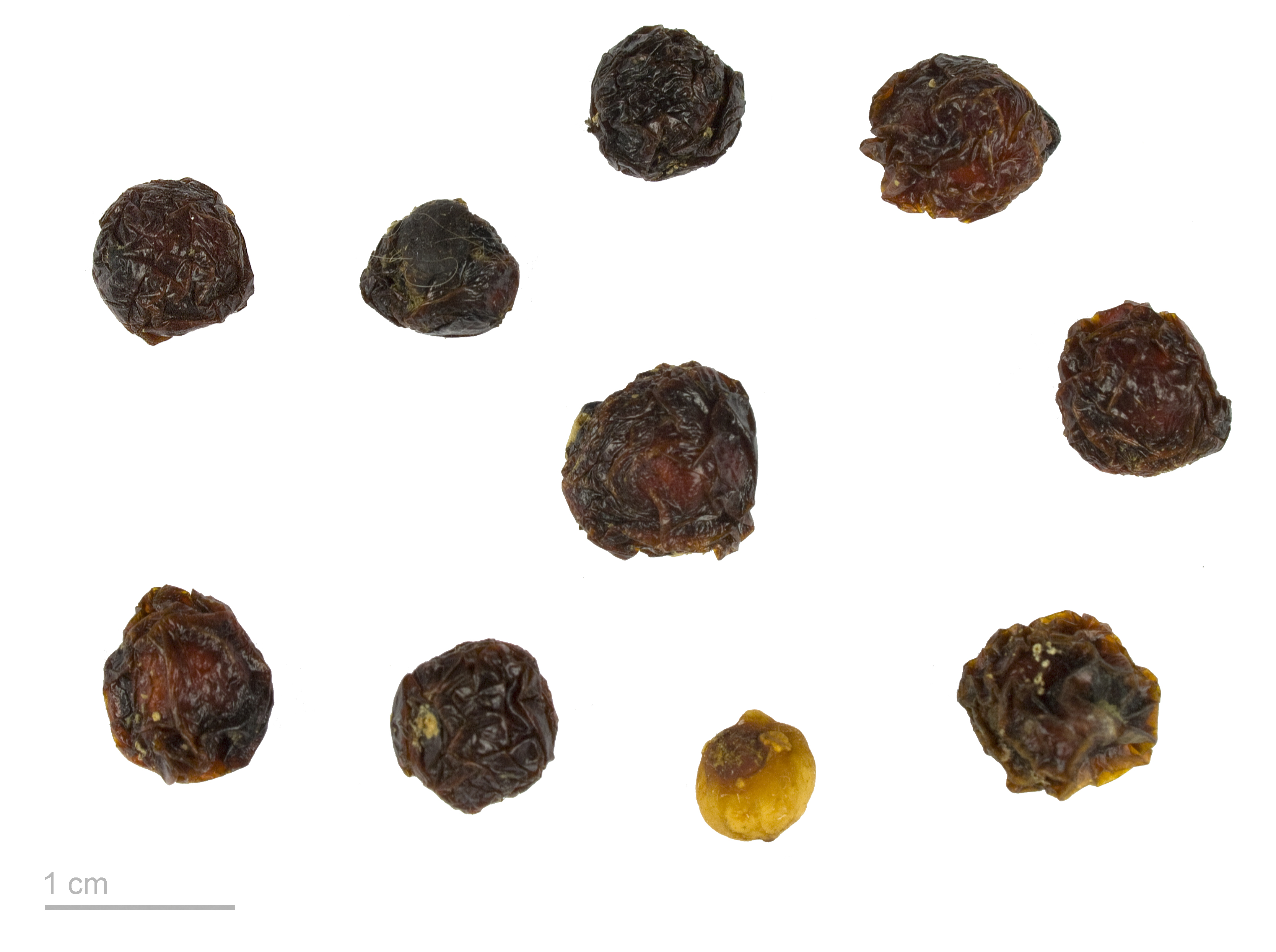
Megszáradt bogyói és magvai
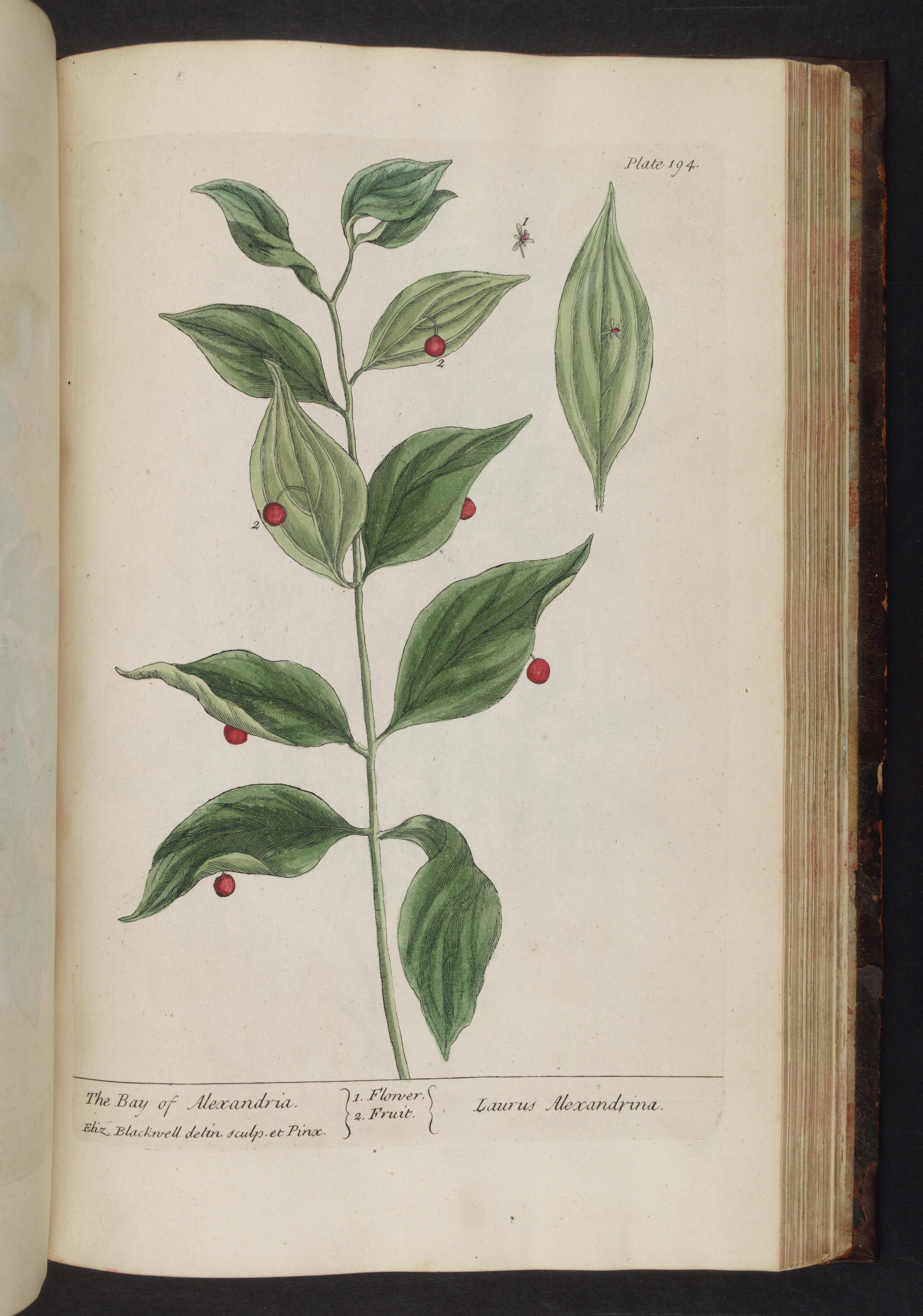
Ábrázolása egy 1737-es botanikakönyvben